# سيدي مزوار (زعرورة)
سيدي مزوار هي إحدى مشيخات المملكة المغربية، تتبع جغرافيا لإقليم العرائش وإداريًا لزعرورة. يقدر عدد سكانها بـ 3475 نسمة حسب الإحصاء الرسمي للسكان والسكنى لسنة 2004.

## أصل التسمية
يرجع أصل تسمية هذا المكان لضريح "سيدي مزوار" الذي يوجد بدوار دار راطي 